# 나 어때 (걸스데이의 노래)
〈나 어때〉는 걸스데이의 여름 스페셜 디지털 싱글 음반이다. 이 앨범을 마지막으로 지선, 지인이 걸스데이를 탈퇴하였다.

## 트랙 리스트
| #  | 제목                | 작사   | 작곡   | 재생 시간 |
| -- | ------------------- | ------ | ------ | --------- |
| 1. | 〈나 어때〉         | 황성진 | 신인수 | 3:31      |
| 2. | 〈나 어때 (Inst.)〉 | 황성진 | 신인수 | 3:29      |